# Le Vallon (Lamartine)
Pour les articles homonymes, voir Le Vallon (homonymie).
Le Vallon est un poème d'Alphonse de Lamartine, paru avec 24 autres textes dans son premier recueil de poèmes intitulé Méditations poétiques et publié en mars 1820.

## Historique

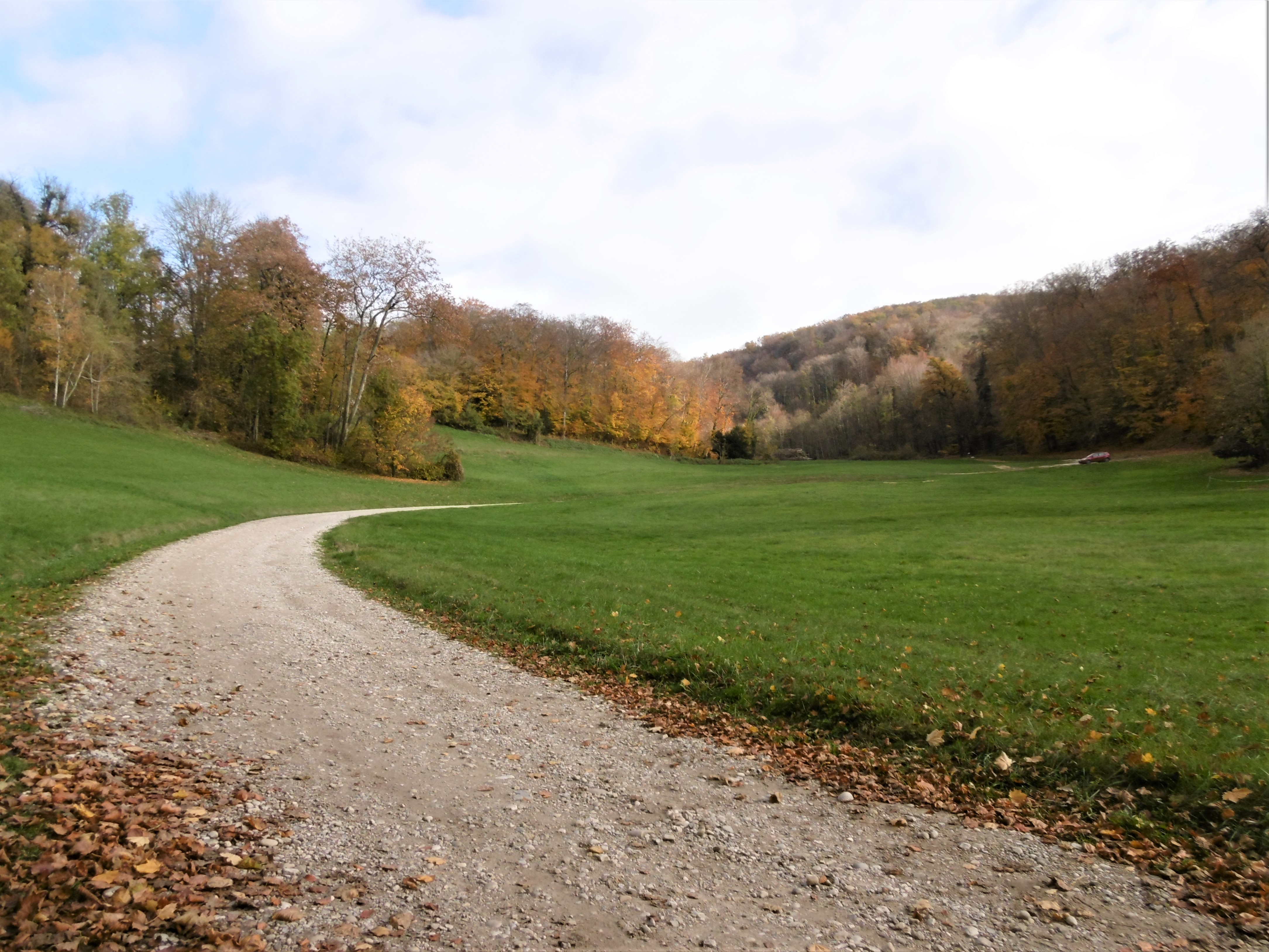
Entrée du vallon de Pupetières

En 1819, l'écrivain et poète français Alphonse de Lamartine, invité sur le site du château de Pupetières (le domaine n'est alors qu'un ensemble de ruines) par le jeune Aymon de Virieu, écrit ce poème, lequel sera publié en 1820 dans son recueil Méditations poétiques. Celui-ci évoque la nature entourant le domaine du château et la région de la vallée de la Bourbre (« un horizon borné qui suffit à mes yeux »).

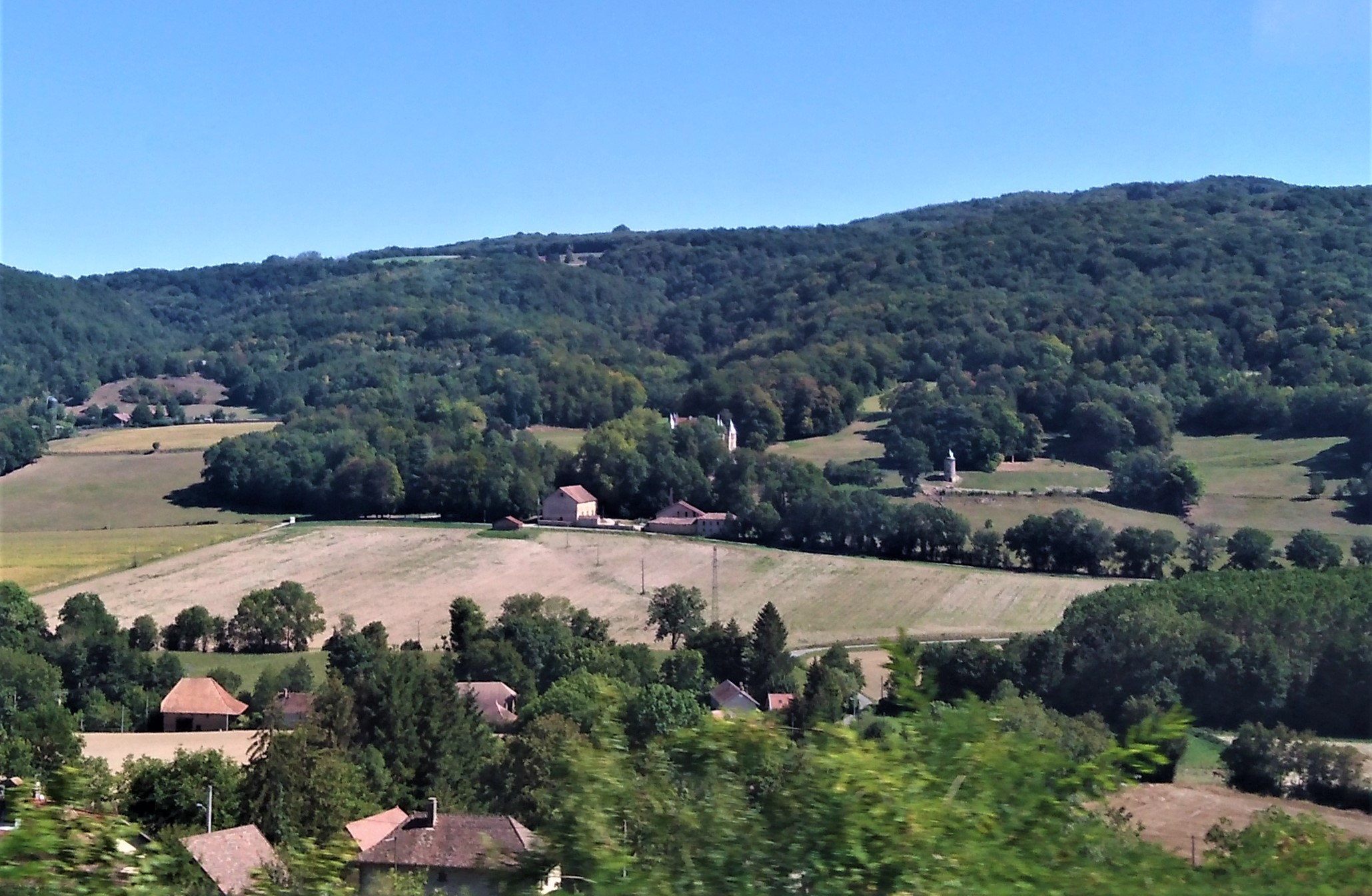
Le site du « Vallon » est positionné dans le secteur du château de Pupetières, aux limites des territoires de Châbons (zone verte au nord-est de la commune) et de Virieu, dans le département de l'Isère

Le poète précisera la source de cette inspiration en l'évoquant ultérieurement dans un autre de ces textes :
« Nous allions quelquefois y passer des heures de solitude, à l'ombre des pans de murs abandonnés que mon ami se proposait de relever et d'habiter un jour. Nous y tracions en idée des allées, des pelouses, des étangs, sous les antiques châtaigniers qui se tendaient leurs branches d'une colline à l'autre.
Un soir, en revenant du Grand-Lemps, demeure de sa famille, nous descendîmes de cheval, nous remîmes la bride à de petits bergers, nous ôtâmes nos habits, et nous nous jetâmes dans l'eau d'un petit lac qui borde la route. Je nageai très-bien, et je traversai facilement la nappe d'eau; mais, en croyant prendre pied sur le bord opposé, je plongeai dans une forêt sous-marine d'herbes et de joncs si épaisse, qu'il me fut impossible, malgré les plus vigoureux efforts, de m'en dégager. Je commençais à boire et à perdre le sentiment, quand une main vigoureuse me prit par les cheveux et me ramena sur l'eau, à demi noyé. C'était Virieu, qui connaissait le fond du lac, et qui me traîna évanoui sur la plage. Je repris mes sens aux cris des bergers. 
Depuis ce temps, Virieu a rebâti en effet le château de ses pères sur les fondements de l'ancienne masure. Il y a planté des jardins, creusé des réservoirs pour retenir le ruisseau du vallon ; il a inscrit une strophe de cette méditation sur un mur, en souvenir de nos jeunesses et de nos amitiés ; puis il est mort, jeune encore, entre les berceaux de ses enfants. »

## Texte du poème
Cet extrait, présentant les quatre premières strophes du poème, décrit les lieux et nous donne une indication sur l'état d'esprit de son auteur :
« Mon cœur, lassé de tout, même de l’espérance,

N’ira plus de ses vœux importuner le sort ;

Prêtez-moi seulement, vallon de mon enfance,

Un asile d’un jour pour attendre la mort.

Voici l’étroit sentier de l’obscure vallée :

Du flanc de ses coteaux pendent des bois épais,

Qui, courbant sur mon front leur ombre entremêlée,

Me couvrent tout entier de silence et de paix.

Là, deux ruisseaux cachés sous des ponts de verdure

Tracent en serpentant les contours du vallon :

Ils mêlent un moment leur onde et leur murmure,

Et non loin de leur source ils se perdent sans nom.

J’ai trop vu, trop senti, trop aimé dans ma vie ;

Je viens chercher vivant le calme du Léthé.

Beaux lieux, soyez pour moi ces bords où l’on oublie ;

L’oubli seul désormais est ma félicité. »

[...]

## Analyse et commentaires
Ce poème est composé de soixante-quatre alexandrins répartis en seize strophes. L'auteur compare la nature et le destin de l'Homme pour enfin, à travers cet éloge de la nature, se référer à son créateur. Ce texte a donc, à la fois, une portée philosophique et religieuse.
Le texte s'appuie essentiellement sur une magnification de la nature. Le poète va jusqu'à la personnifier et lui donner un aspect maternel avec le vers « Plonge-toi dans son sein qu’elle t’ouvre toujours », lui offrant également un caractère permanent.
Le début du poème est assez pessimiste, la « mort » apparaissant dès le quatrième vers, puis Dieu est évoqué dans la dernière strophe : « Sous la nature enfin découvre son auteur ! ».
Il s'agit donc d'un poème élégiaque, propre au lyrisme romantique de son auteur. Lamartine n'a pas encore trente ans et souffre déjà d'un amour perdu : Julie Charles, qu'il avait rencontrée à Aix-les-Bains en octobre 1816, meurt de la tuberculose le 18 décembre 1817, soit moins de deux avant l'écriture du poème. Confronté à la mort de l'être aimé, il médite sur l'éternité, et devant son désespoir, oublier est son unique remède : « L'oubli seul désormais est ma félicité. ».
Avec ce texte, les principaux poèmes évoquant cette mort tragique dans les Méditations poétiques sont « Le Lac » et « L'Isolement », qui contient le vers le plus célèbre lié à cette tragique disparition : « Un seul être vous manque, et tout est dépeuplé ! ».

## Hommages
Les séjours du poète dans le domaine de Pupetières sont honorés par la commune voisine de Virieu qui a donné le nom de « rue du Vallon de Lamartine » à l'une de ses voies en 1990, à l’occasion du bicentenaire de sa naissance. Une rue du village du Grand-Lemps, situé à quelques kilomètres du château de Pupetières, porte aussi le nom du poète.